# Kazachstania bovina
Kazachstania bovina är en svampart som beskrevs av Kurtzman & Robnett 2005. Kazachstania bovina ingår i släktet Kazachstania och familjen Saccharomycetaceae.   Inga underarter finns listade i Catalogue of Life.